# Maria Withoos
Maria Withoos (getauft 8. Mai 1663 in Amersfoort; gestorben nach 1699) war eine niederländische Malerin von Waldstillleben und italienischen Landschaftsstillleben zur Zeit des Goldenen Zeitalters.

## Leben
Maria Withoos stammte aus einer künstlerischen Familie. Sie war die Tochter des Malers Matthias Withoos (1627–1703) und der wohlhabenden Wendelina van Hoorn. Sie hatte sieben Geschwister, vier Brüder und drei Schwestern, und zu ihren Geschwistern zählten die Maler Alida, Johannes, Frans und Pieter Withoos. Wie auch ihre Geschwister wurde sie von ihrem Vater ausgebildet und war seine Schülerin.
Die Familie lebte zunächst in Amersfoort, doch als die französische Armee 1672 die Gegend unsicher machte, ließ sich Matthias mit seiner Frau und seinen Kindern im Proofsteeg in Hoorn nieder, „vor allem, weil er vier Töchter hatte und nicht auf eine Gefahr warten wollte, die sich daraus ergeben würde.“
Da Mädchen nicht wie die Söhne von Malern auf Wanderschaft gehen konnten, blieb sie wie auch ihre Schwester im Atelier des Vaters. Am 6. Juni 1694 vertraten Maria und ihre Schwester Alida den Rest der Familie vor einem Amsterdamer Notar im Zusammenhang mit einer Erbschaft. Sie heiratete um 1695 Johannes Brickely, nach seinem Tod am 2. August 1698 Dirck Knijp. Aus beiden Ehen hatte sie einen Sohn, aus der ersten Ehe stammte der Sohn Johannes (1696). Die Taufe ihres Sohnes Matthias am 17. Mai 1699 ist die letzte Erwähnung von Maria Withoos. Es ist nicht bekannt, wo und wann Maria Withoos starb.

## Werk

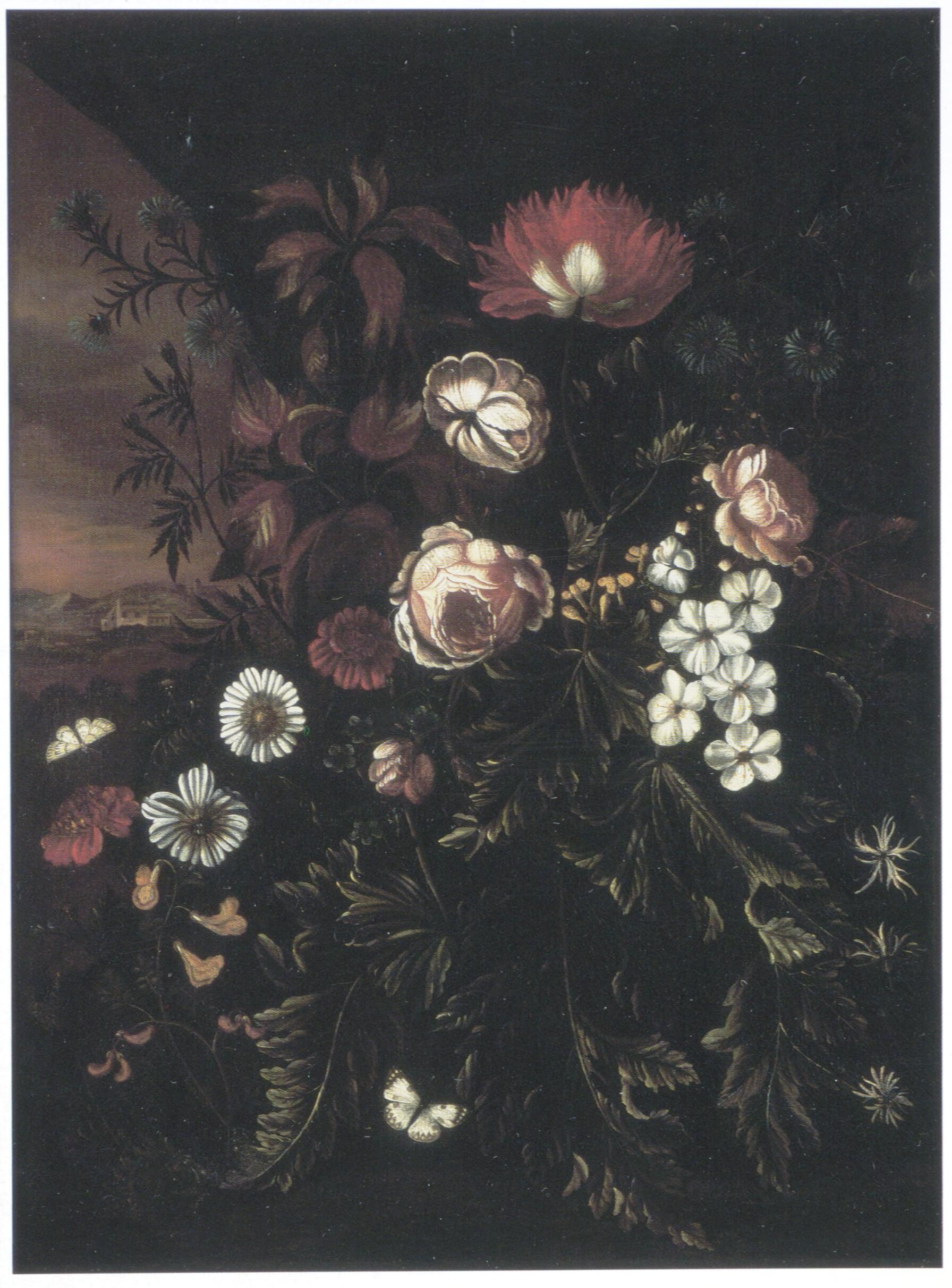
Blumenstillleben mit Landschaft, etwa 1700

Sie wurde in einem Auktionskatalog aus dem 18. Jahrhundert als Schöpferin von „zwei Hofansichten mit antiken Vasen, Früchten und Blumen gepolstert, bunt gebürstet“ erwähnt, und im 19. Jahrhundert wurde gelegentlich ein Blumenstillleben von ihrer Hand in einem Auktionskatalog erwähnt. Von ihrem Werk ist nicht viel erhalten geblieben. Acht Gemälde werden ihr zugeschrieben, nur eines davon vollständig signiert, eine Darstellung einer Vase mit Blumen, vorhanden in einer privaten englischen Sammlung (1928). Da Maria dieselben Initialen trug wie ihr Vater, ist es möglich, dass ihr Werk zu den Gemälden gehört, die ihm zugeschrieben werden.